# Canton de Guînes
Le canton de Guînes est une ancienne division administrative française située dans le département du Pas-de-Calais et la région Nord-Pas-de-Calais.

## Géographie
Ce canton est organisé autour de Guînes dans l'arrondissement de Calais. Son altitude varie de 0 m (Guînes) à 199 m (Herbinghen) pour une altitude moyenne de 59 m.

## Histoire
De 1833 à 1848, les cantons de Guînes et de Marquise avaient le même conseiller général. Le nombre de conseillers généraux était limité à 30 par département.

## Représentation

### conseillers généraux de 1833 à 2015
| Période | Période      | Identité                                | Étiquette             | Qualité |
| ------- | ------------ | --------------------------------------- | --------------------- | --- |
| 1833    | 1843 (décès) | Henry Dessaux (1773-1843)               |                       | Président du Tribunal civil de Boulogne, ancien maire (1830) |
| 1843    | 1861         | Clément de Guizelin (1805-1885)         |                       | Propriétaire, adjoint au Maire de Guînes |
| 1861    | 1871         | Joseph-Eugène de Poucques d'Herbinghem  |                       | Contre-amiral, capitaine de vaisseau |
| 1871    | 1883         | Maurice Gody                            | Droite                | Médecin, maire de Guînes |
| 1883    | 1901         | Auguste Boulanger-Bernet                | Républicain           | Agriculteur Conseiller municipal d'Ardres Député (1889-1893) |
| 1901    | 1931         | Narcisse Boulanger (neveu du précédent) | Républicain           | Propriétaire - Maire de Guînes (1888-?) Député (1914-1932) |
| 1931    | 1937         | Robert Smith (1862-1956)                | RG                    | Dessinateur en tulle et en dentelle Maire de Hames-Boucres, Président du Syndicat des digues et dunes du Calaisis |
| 1937    | 1940         | Gaston Parmentier (1887-1976)           | RG                    | Maire de Licques Nommé conseiller départemental en 1943 |
|         |              |                                         |                       | |
| 1945    | 1958         | Maurice Broutta                         | DVD                   | Imprimeur typographe et brasseur Maire d'Hardinghen |
| 1958    | 1994         | Henri Collette                          | DVD puis UDR puis RPR | Notaire Maire de Licques (1959-1971 et 1984-1995) Député (1958-1973) Sénateur (1974 et 1981-1992) |
| 1994    | 2015         | Hervé Poher                             | PS puis DVG           | Médecin Maire de Guînes (1995-2007) Suppléant du député Dominique Dupilet (1997-2002) puis du député Jack Lang (2002-2007) Ancien Président de la Communauté de Communes des Trois Pays Vice-Président du Conseil Général Sénateur (2013-2017) |

Hervé Poher a été exclu du PS en 2012 pour s'être présenté contre la candidate officielle lors des élections législatives de juin.

### Conseillers d'arrondissement (de 1833 à 1940)
Le canton de Guînes avait deux conseillers d'arrondissement au XIXeme siècle (jusqu'en 1871). 
Il appartenait à l'arrondissement de Boulogne.
| Période                                  | Période      | Identité                                           | Étiquette   | Qualité |
| ---------------------------------------- | ------------ | -------------------------------------------------- | ----------- | --- |
| 1833                                     | 1839         | Noël Antoine Louis Boulanger-Fortin (1784-1866)    |             | Maire de Guînes                                                                                             |
| 1833                                     | 1848         | Adolphe Podevin (1796-1875)                        |             | Maire de Pihen                                                                                              |
| 1839                                     | 1845         | Benjamin Allent (1777-1852)                        |             | Juge de paix de Guînes, propriétaire à Hames-Boucres                                                        |
| 1845                                     | 1848         | Narcisse Boulanger (1813-1883)                     |             | Maire d'Andres                                                                                              |
|                                          |              |                                                    |             | |
| 1871                                     |              | Charles Valentin Bernet-Butor (1825-1875)          |             | Propriétaire à Bouquehault                                                                                  |
|                                          |              |                                                    |             | |
| av.1884                                  | 1892         | M. Delattre-Bernet                                 |             | Cultivateur éleveur, maire d'Andres                                                                         |
| 1892                                     | 1904         | Eugène d'Angerville (1849-1909)                    | Républicain | Propriétaire à Guînes                                                                                       |
| 1904                                     | 1922         | Edmond Boulanger (1855-1926)                       | Républicain | Agriculteur, maire de Bouquehault                                                                           |
| 1922                                     | 1927 (décès) | Édouard Parmentier (1861-1927)                     |             | Médecin à Licques                                                                                           |
| 3 juillet 1927                           | 1931         | Robert Smith                                       | RG          | Maire de Hames-Boucres                                                                                      |
| 1931                                     | 1934         |                                                    |             | |
| 1934                                     | 1937         | Gaston Parmentier (1887-1976, fils d'E.Parmentier) | RG          | Maire de Licques                                                                                            |
| 1937                                     | 1940         |                                                    |             | |
| 1940                                     |              |                                                    |             | Les conseils d'arrondissement ont été suspendus par la loi du 12 octobre 1940 et n'ont jamais été réactivés |
| Les données manquantes sont à compléter. |              |                                                    |             | |

## Composition

Le canton de Guînes dans l'arrondissement de Calais

Le canton de Guînes groupe 16 communes et compte 15 457 habitants (recensement de 2006 population municipale).
| Communes            | Population (2012) | Code postal | Code Insee |
| ------------------- | ----------------- | ----------- | ---------- |
| Alembon             | 476               | 62850       | 62020      |
| Andres              | 1 499             | 62340       | 62031      |
| Bouquehault         | 663               | 62340       | 62161      |
| Boursin             | 236               | 62132       | 62167      |
| Caffiers            | 630               | 62132       | 62191      |
| Campagne-lès-Guines | 454               | 62340       | 62203      |
| Fiennes             | 857               | 62132       | 62334      |
| Guînes              | 5 291             | 62340       | 62397      |
| Hames-Boucres       | 1 291             | 62340       | 62408      |
| Hardinghen          | 1 056             | 62132       | 62412      |
| Herbinghen          | 356               | 62850       | 62432      |
| Hermelinghen        | 302               | 62132       | 62439      |
| Hocquinghen         | 101               | 62850       | 62455      |
| Licques             | 1 510             | 62850       | 62506      |
| Pihen-lès-Guînes    | 477               | 62340       | 62657      |
| Sanghen             | 258               | 62850       | 62775      |

## Démographie
| 1962   | 1968   | 1975   | 1982   | 1990   | 1999   | 2006   | 2009 |
| ------ | ------ | ------ | ------ | ------ | ------ | ------ | ---- |
| 12 017 | 12 739 | 12 778 | 13 575 | 14 001 | 14 577 | 15 457 | -    |